# ارتش پروسی
سپاه پروسی (لهستانی: Armia Kraków) یکی از واحدهای عملیاتی لهستان در جریان تهاجم آلمان به این کشور در سال ۱۹۳۹ میلادی بود. این سپاه در تابستان ۱۹۳۹ به عنوان واحد ذخیره اصلی ستاد کل نیروهای مسلح به فرماندهی ژنرال استفان دوب بیرنادسکی ایجاد شد و بر خلاف نامش که تنها یک اسم رمز بود دور از ناحیه پروس خاوری قرار داشت. این نام که مغایر با شیوه نام‌گذاری دیگر واحدهای ارتش لهستان در سال ۱۹۳۹ بود به واسطه آن اتفاق افتاد که سر فرماندهی این سپاه در کوشکی به نام پروسی در مرکز لهستان قرار داشت.

## وظایف

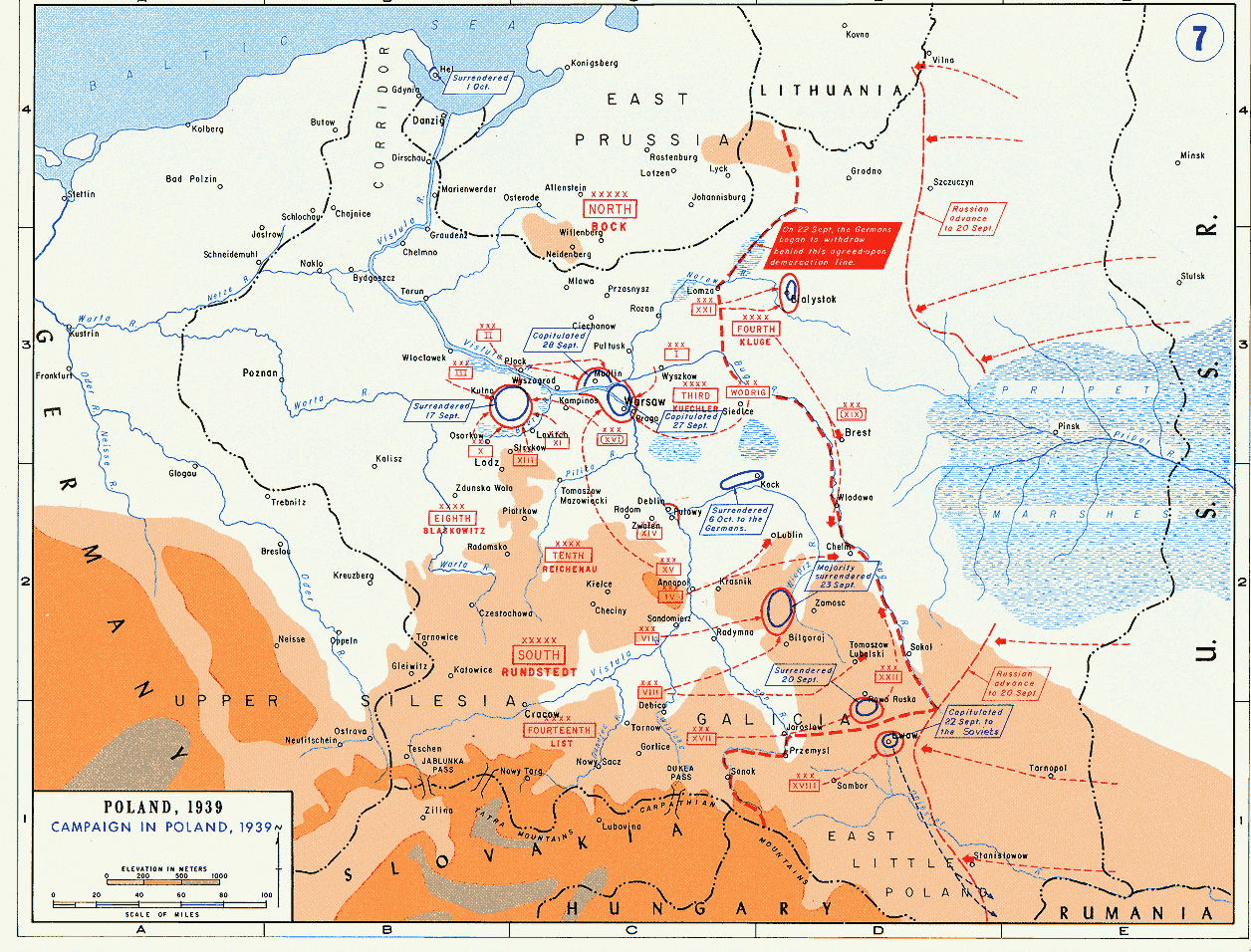
حوزه فعالیت سپاه پروسی بر اساس نقشه

طبق برنامه غرب سپاه پروسی متشکل از نیروهایی بود که در شرایط بحرانی به خدمت فراخوانده می‌شدند و هدف اصلی آن همکاری با سپاه ووچ و سپاه کراکوف تعیین گشته بود. با شروع مخاصمات این سپاه که متشکل از ۶ لشکر پیاده‌نظام، ۱ تیپ سواره نظام و ۱ گردان زرهی بود ایجاد شد و انتظار می‌رفت تا در برابر رخنه اصلی ارتش آلمان مقاومت کند. سپاه پروسی به دو گروه شمالی و جنوبی تقسیم شد که در جنوب ورشو مستقر گشتند تا آنگونه که مارشال ادوارد ریدز-اشمیگوی پیش‌بینی می‌کرد در برابر حمله نیروهای آلمانی از سمت ووچ به ورشو مقاومت کنند.
پیش‌بینی نظامیان ارتش لهستان دربارهٔ آنکه فشار اصلی نیروهای آلمانی در ناحیه میان سپاه‌های کراکوف و ووچ است درست بود اما آن‌ها توانایی پیش‌بینی سرعت حیرت‌انگیز تهاجم نیروهای آلمانی را نداشتند و از همین رو سپاه پروسی در ۱۴ سپتامبر ۱۹۳۹ به صورت کامل مهیا گشت در حالی که وجود آن نهایتاً تا شب ۳ سپتامبر می‌توانست مفید واقع گردد.
سرعت زیاد پیش‌روی نیروهای آلمانی باعث بی‌نظمی در میان ارتش لهستان گشت و در نهایت شهر ووچ که نقطه ثقل دفاع لهستان بود در اکتبر ۱۹۳۹ سقوط نمود. تجربه نظامیان لهستانی در مواجهه با تاکتیک‌های برق‌آسا ارتش آلمان به فرانسوی‌ها و انگلیسی‌ها ابلاغ گشت اما آن‌ها از خواندن این گزارش‌ها سر باز زدند و یک سال بعد همان اشتباهات لهستان را در نبرد فرانسه تکرار نمودند.

## تاریخچه عملیاتی
قرار بود بخش شمالی سپاه پروسی در نزدیکی شهر ووچ و جهت همکاری با سپاه ووچ مستقر گردد و بخش جنوبی به یاری سپاه کراکوف در دفاع از ناحیه مرکزی رود ویستولا برود اما به واسطه سرعت زیاد پیش‌روی نیروهای آلمانی هر کدام از این بخش‌ها در حالی که هنوز مهیا نبرد نبودند به صورت جدا وارد عملیات گشتند. شرایط وخیم نبرد مرزی ایجاب می‌کرد تا واحدهای نیمه آماده سپاه پروسی به سرعت وارد نبرد شوند.
بخش شمالی سپاه پروسی در نبردهای پیوترکوف تربونالسکی و توماشوف مازوویتسکی (۵ و ۶ سپتامبر) آسیب‌های جدی دید و مجبور گشت تا به پشت رود ویستولا عقب بنشیند. بخش جنوبی سپاه که آمادگی کمتر و فرماندهی ضعیف‌تری داشت در نبرد رادوم وارد عملیات گشت که طی آن در اطراف شهر رادوم محاصره و ارتباطش با رود ویستولا قطع شد تا نهایتاً در ۸ و ۹ سپتامبر به صورت کامل نابود شود. معدود واحدهای باقی مانده این سپاه که از نابودی سالم مانده و توانسته بودند خود را از محاصره برهانند در نبرد ورشو شرکت داشتند یا به دیگر واحدهای ارتش لهستان در مرکز و شمال این کشور پیوستند.